# Eduardo Blanco Fernández
Eduardo Blanco Fernández (Gijón, 13 de octubre de 1897 - Madrid, 3 de julio de 1997) fue un minero y político socialista español, diputado durante la Segunda República.

## Biografía
Minero en una mina de carbón en Mieres, se unió a las Juventudes Socialistas en 1914, al Partido Socialista Obrero Español (PSOE) en 1920 y, ya cuando se encontraba trabajando en las minas de Peñarroya-Pueblonuevo, al sindicato minero de la Unión General de Trabajadores (UGT). 
Fue delegado al Congreso extraordinario de UGT de 1927 y del PSOE en 1931, encuadrado en el sector caballerista. En las elecciones municipales de 1931 que dieron lugar a la proclamación de la República, fue elegido concejal de Peñarroya y participó en la revolución de 1934, por lo que fue depuesto de su cargo y encarcelado hasta 1936. Fue presidente del Sindicato Minero de UGT en las minas cordobesas durante toda la Segunda República, destacando por ser el líder del movimiento huelguístico minero de 1933 en la zona, que se extendió por Asturias, provincia de León y Ciudad Real en defensa del derecho de los mineros para que se crease una caja de jubilación y otra de orfandad para atender a las familias de los fallecidos en las minas. 
Fue elegido diputado en 1936 por la circunscripción de Córdoba en la candidatura del Frente Popular, obteniendo más de 155.000 votos, todo ello a pesar de haber sido encarcelado durante varios días antes de las elecciones por no aceptar los sobornos para falsear los resultados electorales que le ofrecieron seguidores de Niceto Alcalá Zamora.
Cuando se produjo el golpe de Estado de julio de 1936 que dio inicio a la Guerra Civil, Blanco se encontraba en Peñarroya-Pueblonuevo, donde se había despalazado el 17 de julio desde Madrid para asistir ese fin de semana al VI Congreso de la Federación Regional de Sindicatos de UGT. Su presencia en esa localidad fue fundamental para que la Guardia Civil tomara partido por la legalidad republicana, apaciguando al tiempo los áminos de los mineros que pretendían asaltar el cuartel. En septiembre de 1936 fue nombrado por todas las fuerzas políticas de la zona Presidente-Representante del Frente Popular, organizando el conocido como Batallón del Terrible, del que fue comisario político, y que participó en el frente norte de la provincia de Córdoba. 
Fue gobernador civil de Córdoba, en sustitución de Fernando Carrión Caballero, al que apoyó en su momento para que el gobierno le nombrase gobernador, desde el 17 de noviembre de 1936 al 12 de julio de 1937, estableciendo su residencia en Montoro, pasando posteriormente a Villanueva de Córdoba. Gestionó la llegada del material militiar necesario para sostener los frentes de la sierra cordobesa y ayudó a evitar posibles represalias sobre los cordobeses de la derecha política y los lugares de culto. Tras cesar como gobernador permaneció en la provincia cordobesa.
Al terminar la guerra fue detenido en 1939 en Ciudad Real, siendo trasladado y encarcelado en Córdoba. En 1940 fue sometido a consejo de guerra sumarísimo, siendo condenado a pena de muerte, aunque le fue conmutada por 30 años de reclusión mayor. Tras varios indultos, fue puesto en libertad en la Navidad de 1945. Se trasladó y fijó su residencia en la capital de España, donde se encontraba su familia y el resto de su vida trabajó como administrador de obras, aunque su pasado político impidió que fuese retribuido como tal. Aunque también fue procesado por el Tribunal de Responsabilidades Políticas, la pérdida del expediente durante años impidió que fuera condenado.